# Margit Korondi
Margit Korondi (Celje, Regne dels Serbis, Croats i Eslovens 1932) és una gimnasta artística hongaresa, ja retirada, guanyadora de vuit medalles olímpiques.

## Biografia
Va néixer el 24 de juny de 1932 a la ciutat de Celje, població que en aquells moments formava part del Regne dels Serbis, Croats i Eslovens i que avui dia forma part d'Eslovènia.

## Carrera esportiva
Nacionalitzada hongaresa, va participar als 20 anys en els Jocs Olímpics d'Estiu de 1952 realitzats a Hèlsinki (Finlàndia), on va aconseguir guanyar sis medalles: la medalla d'or en la prova de barres asimètriques, la medalla de plata en la prova concurs complet (per equips) i la medalla de bronze en les proves de concurs complet (individual), exercici de terra, barra d'equilibris i concurs per aparells.
En els Jocs Olímpics d'Estiu de 1956 realitzats a Melbourne (Austràlia) aconseguí guanyar la medalla d'or en el concurs per aparells i la medalla de plata en el concurs complet (per equips). Com a resultat més destacat finalitzà setena en la prova de barra d'equilibris.